# Canottaggio ai XIV Giochi del Mediterraneo
Le gare di canottaggio ai XIV Giochi del Mediterraneo hanno previsto sei eventi, quattro maschili e 2 femminili. La nazione vincitrice è stata l'Italia, che si è aggiudicata 3 medaglie d'oro, 2 di argento e 1 di bronzo.

## Podi

### Uomini
| Evento                              | Oro                                   | Perform. | Argento                                  | Perform. | Bronzo                                      | Perform. |
| Singolo (dettagli)                  | Franco Berra                          | 3'20"05  | Ali Ibrahim                              | 3'22"20  | Frédéric Kowal                              | 3'22"58  |
| 2 di coppia (dettagli)              | Slovenia Luka Špik Davor Mizerit      | 3'01"73  | Italia Rossano Galtarossa Simone Raineri | 3'02"02  | Grecia Alexandros Savvatis Ioannis Karampas | 3'03"18  |
| 2 di coppia pesi leggeri (dettagli) | Italia Luca Moncada Daniele Gilardoni | 3'05"40  | Francia Thibaud Chapelle Fabrice Moreau  | 3'07"71  | Spagna Ruben Alvarez Juan Zunzunequi        | 3'07"88  |
| Singolo pesi leggeri (dettagli)     | Elia Luini                            | 3'22"38  | Frédéric Dufour                          | 3'24"41  | Blaz Kajdiz                                 | 3'27"20  |

### Donne
| Evento                              | Oro                          | Perform. | Argento                       | Perform. | Bronzo                    | Perform. |
| Singolo (dettagli)                  | Sophie Balmary               | 3'38"06  | Paraskevi Dimitriadi          | 3:43.32  | Erika Spinello            | 3:44.55  |
| 2 di coppia pesi leggeri (dettagli) | Adeline Gouelle Solene Hamon | 3'29"86  | Samantha Molina Martina Orzan | 3'30"93  | Laura Clavijo Berta Duran | 3'31"64  |

## Medagliere
| Posizione | Paese    | Oro | Argento | Bronzo | Totale |
| --------- | -------- | --- | ------- | ------ | ------ |
| 1         | Italia   | 3   | 2       | 1      | 6      |
| 2         | Francia  | 2   | 2       | 1      | 5      |
| 3         | Slovenia | 1   | 0       | 1      | 2      |
| 4         | Grecia   | 0   | 1       | 1      | 2      |
| 5         | Egitto   | 0   | 1       | 0      | 1      |
| 6         | Spagna   | 0   | 0       | 2      | 2      |
| Totale    | Totale   | 6   | 6       | 6      | 21     |